# Kanha-Nationalpark
Der Kanha-Nationalpark (Hindi कान्हा राष्ट्रीय उद्यान IAST Kānhā rāṣṭrīya udyāna) liegt in den südöstlichen Ausläufern des Satpuragebirges knapp 165 km (Fahrtstrecke) südöstlich von Jabalpur im Bundesstaat Madhya Pradesh und ist einer der bekanntesten Nationalparks Indiens. Er wurde im Jahr 1955 gegründet und erstreckt sich über eine Fläche von ca. 940 km² in den beiden Distrikten Mandla und Balaghat. Zusammen mit der ihn umgebenden und ca. 1000 km² umfassenden Pufferzone und dem 110 km² großen Phen-Schutzgebiet bildet er das „Kanha-Tigerreservat“.

## Geschichte

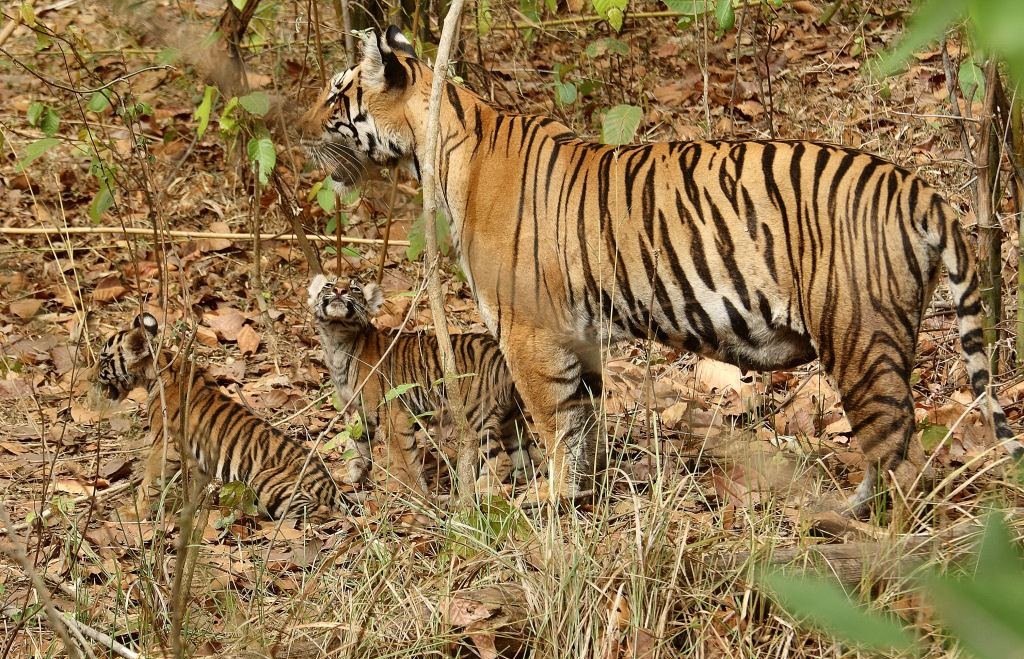
Der Kanha-Nationalpark beherbergt noch heute eine recht große Tigerpopulation.

Schon seit 1865 existierten im Gebiet des heutigen Kanha-Nationalparks einige Waldschutzgebiete, in denen das Sammeln von Feuerholz und die Beweidung durch Hausvieh erlaubt war. Auch die Jagd auf die recht zahlreichen Wildtiere des Gebietes war mit Genehmigungen erlaubt.
Im Mai 1933 wurde erstmals ein Gebiet von 252 km² im Banjar-Tal und 1935 ein weiteres 500 km² großes Gebiet im Halon-Tal als Wildschutzgebiet eingerichtet, in denen die Jagd auf Wildtiere, mit Ausnahme von Wildschweinen und Vögeln verboten war. Der Schutzstatus des Halon-Gebietes wurde jedoch wenig später aufgrund starker Wald- und Ernteschäden durch Wildtiere wieder aufgehoben.
Am 1. Juni 1955 wurde das 252 km² große Wildschutzgebiet zum Nationalpark erklärt. Die Fläche des Nationalparks wurde 1964 auf 318 km² erweitert. Bis 1970 war der Nationalpark auf den Mandla-Distrikt beschränkt, doch in diesem Jahr wurden 127 km² des angrenzenden Balaghat-Distrikts angegliedert, was zu einer Gesamtfläche von 446 km² führte. Mit dem Beginn des Projekt-Tiger wurden 1973 nochmals 500 km² im Gebiet des Halon-Tals hinzugefügt, wodurch der Park seine heutige Größe von 940 km² erreichte. Zusätzlich wurden 1009 km² des Umgebenden Gebietes als Pufferzone ausgewiesen und zusammen mit dem Gebiet des Nationalparks zum Tigerreservat erklärt. 1983 wurde das 110 km² große Phen-Schutzgebiet eingerichtet, das allerdings nicht direkt an den Park angrenzt. Die gesamte geschützte Fläche beträgt somit 2059 km².

## Landschaft und Vegetation
Kahna ist Teil des zentralindischen Hochlands. Die Landschaft ist durch Hügelketten und einige Täler sowie durch ebene Hochplateaus gekennzeichnet. Die beiden wichtigsten Flüsse sind der Banjar und der Halon. Die drei Haupt-Vegetationsformen sind Salwälder, Laubabwerfende Mischwälder und Grasgebiete. Einige dieser Grasländer haben sich auf Flächen entwickelt, die einst Landwirtschaftlich genutzt wurden.

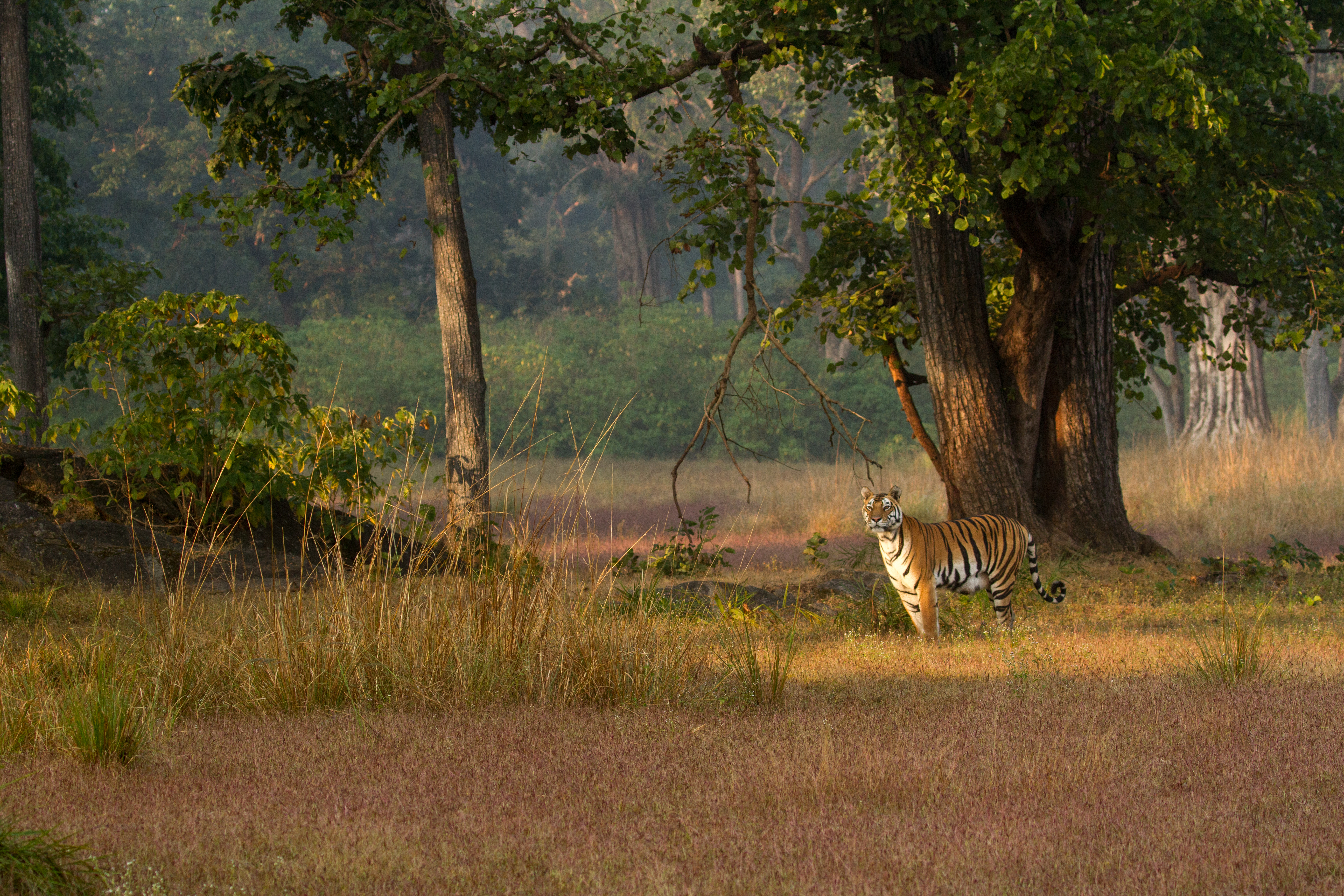
Tiger im Offenland
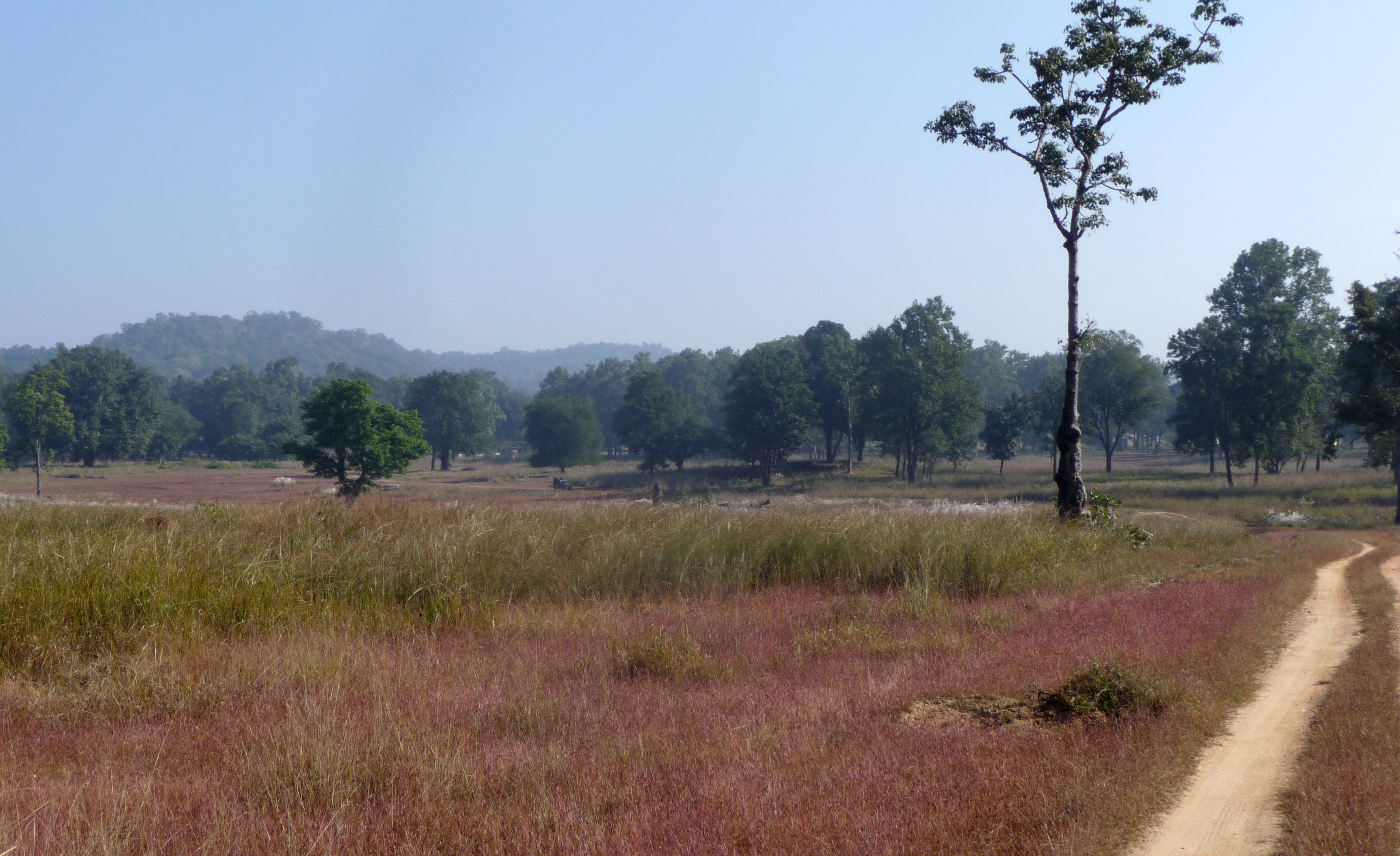
Offenes Grasland
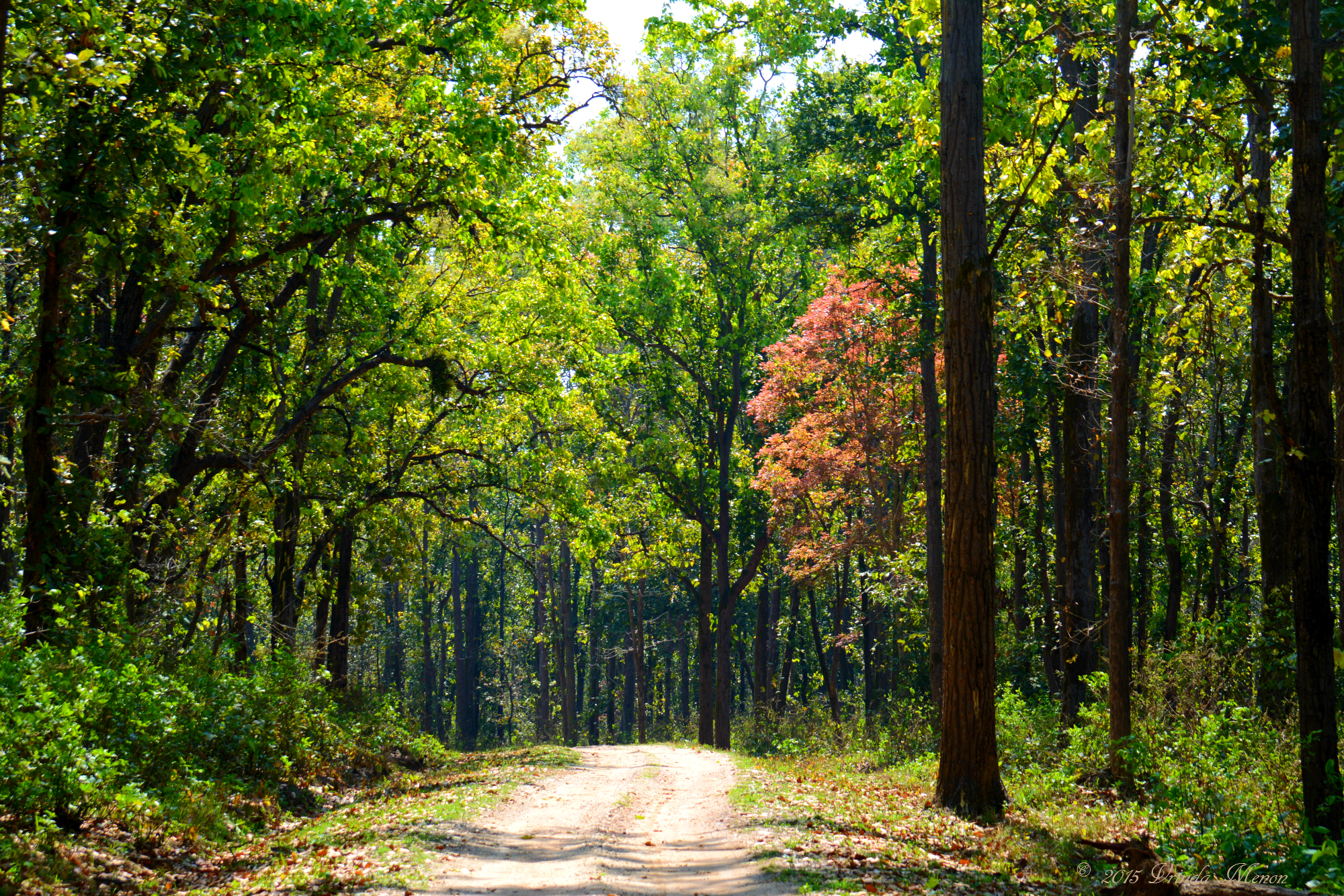
Salwald nach Sommerregen
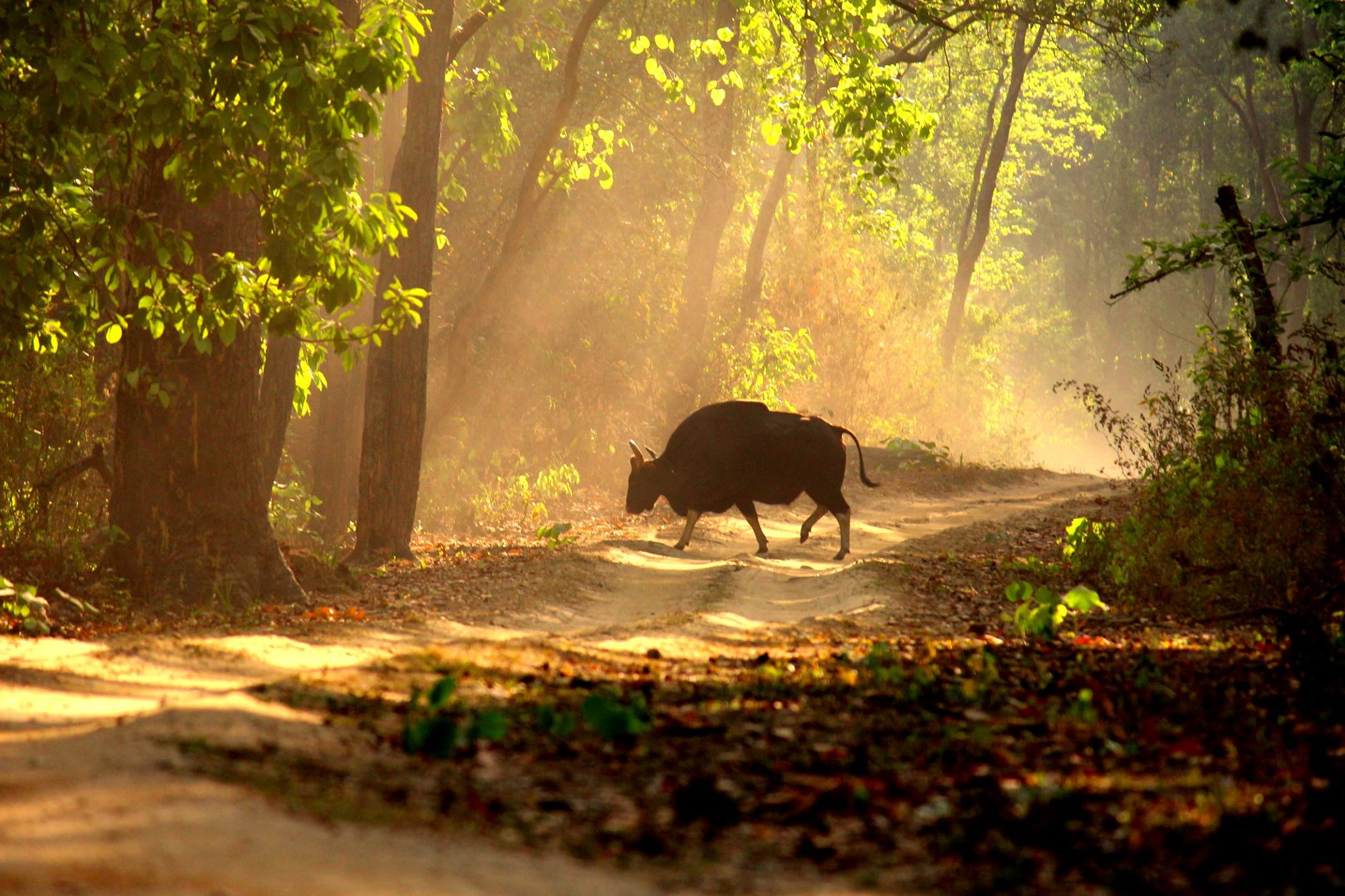
Ein Gaur überquert eine Straße im durch den Salwald
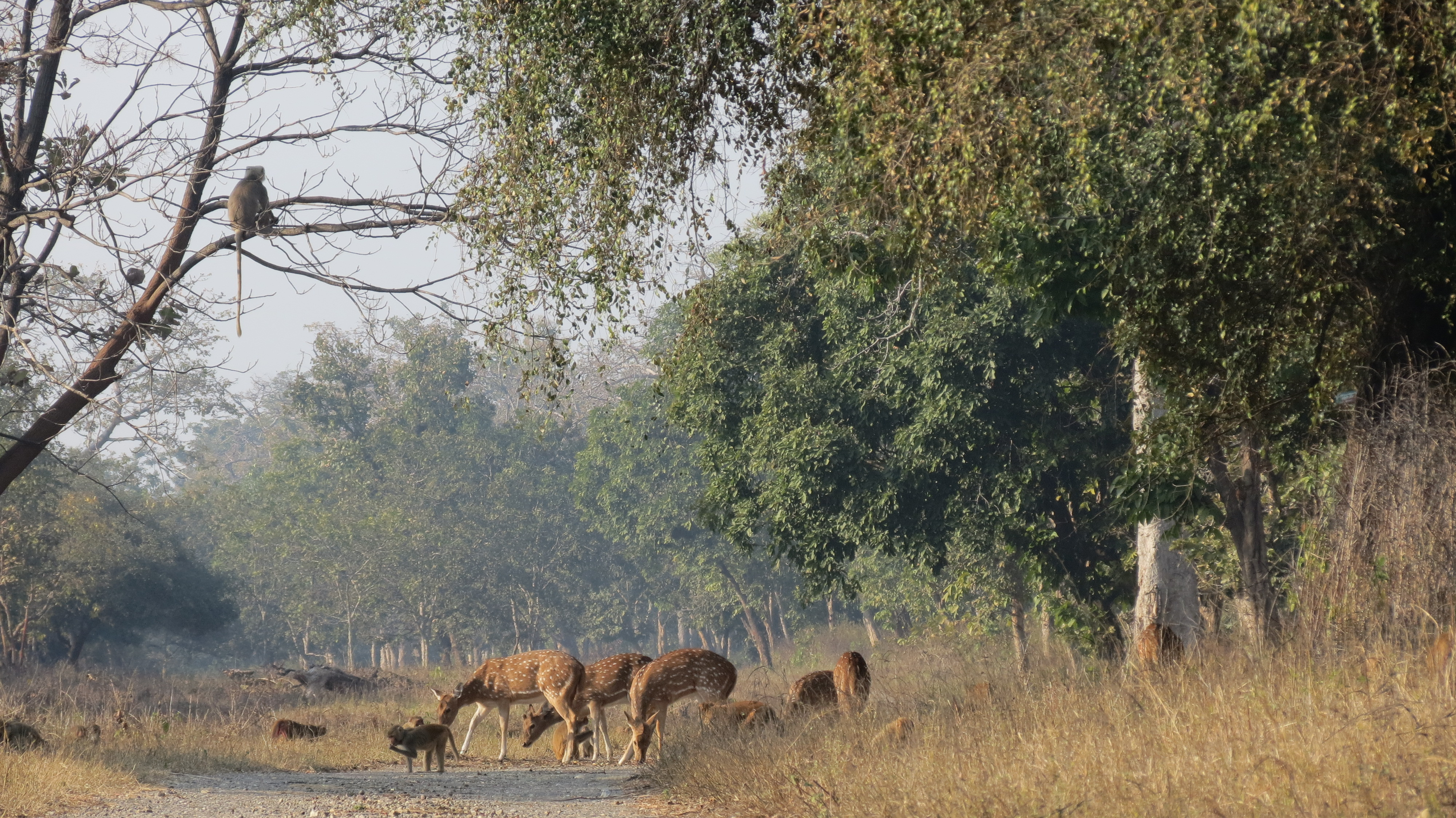
Landschaft im Park mit Axishirschen und Rhesusaffen
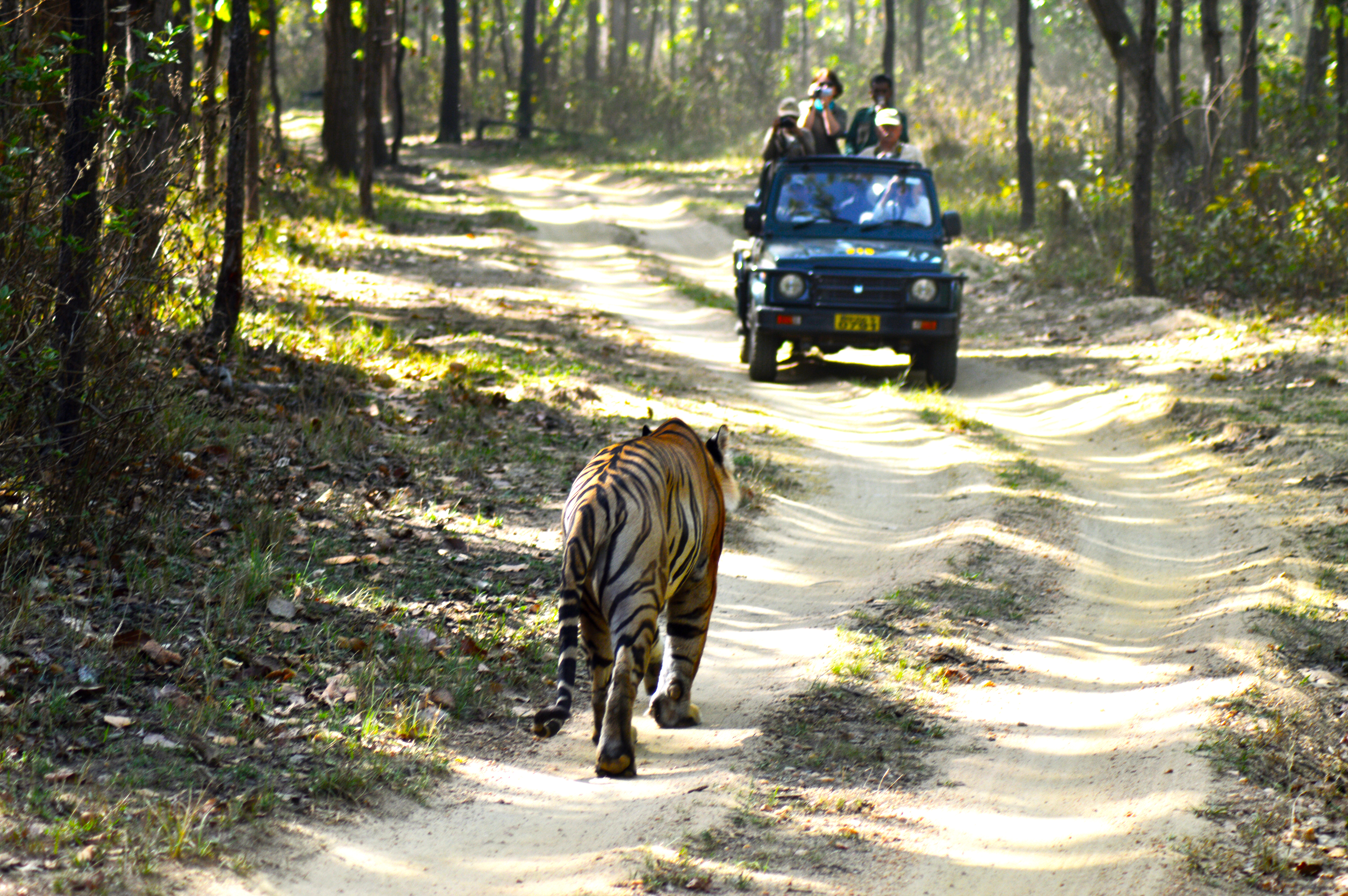
Erdpiste im Park mitTiger und Jeep

## Tierwelt
Kanha ist vor allem bekannt für seine großen Säugetiere. Der Park besitzt eine gute Tigerpopulation und gilt als einer der Orte mit der größten Wahrscheinlichkeit diese Katze in freier Wildbahn beobachten zu können. Die Population der gestreiften Jäger stieg von 48 im Jahr 1976 auf 127 im Jahr 2001. Daneben sind im Park auch weitere große Raubtierarten vorhanden. Die Zahl der Leoparden wird für das Jahr 2000 mit 80, die der Rothunde mit 396 und die der Lippenbären mit 111 angegeben.
Eine Besonderheit des Parks ist das letzte wildlebende Vorkommen des Hochlandbarasinghas (Cervus duvauceli branderi), einer Unterart des Barasinghahirsches, die nur hier vorkommt. Sie vermehrten sich von 66 Tieren im Jahr 1970 auf 349 im Jahr 2000. Neben dem Barasingha kommen noch drei weitere Hirscharten im Gebiet vor. Am häufigsten ist der Axishirsch, dessen Bestand etwa 20.000 Tiere umfasst, mit steigender Tendenz. Im Jahr 2000 wurden darüber hinaus 3621 Sambarhirsche und 1209 Muntjaks gezählt. Während die Populationen der verschiedenen Hirsche insgesamt steigen, gingen die Bestände der drei Antilopenarten hingegen zurück. Für das Jahr 2000 werden nur noch 73 Nilgauantilopen, 78 Vierhornantilopen und 2 Hirschziegenantilopen angegeben.
Der Park besitzt mit 1197 Exemplaren (im Jahr 2000) eine gute Population der mächtigen Gaure. Sehr häufig sind Hulmans (6668 im Jahr 2000) und Wildschweine (8534 Tiere im Jahr 2000) anzutreffen.
Weitere größere Säugetiere des Parks sind Rhesusaffe, Goldschakal, Wolf (selten), Bengalfuchs, Indischer Fischotter, Honigdachs, Kleine Indische Zibetkatze, Indischer Mungo, Indische Rotmanguste, Streifenhyäne, Rohrkatze, Bengalkatze, Indien-Kantschil, Vorderindisches Schuppentier, Palmenhörnchen, Indisches Stachelschwein und Schwarznackenhase.

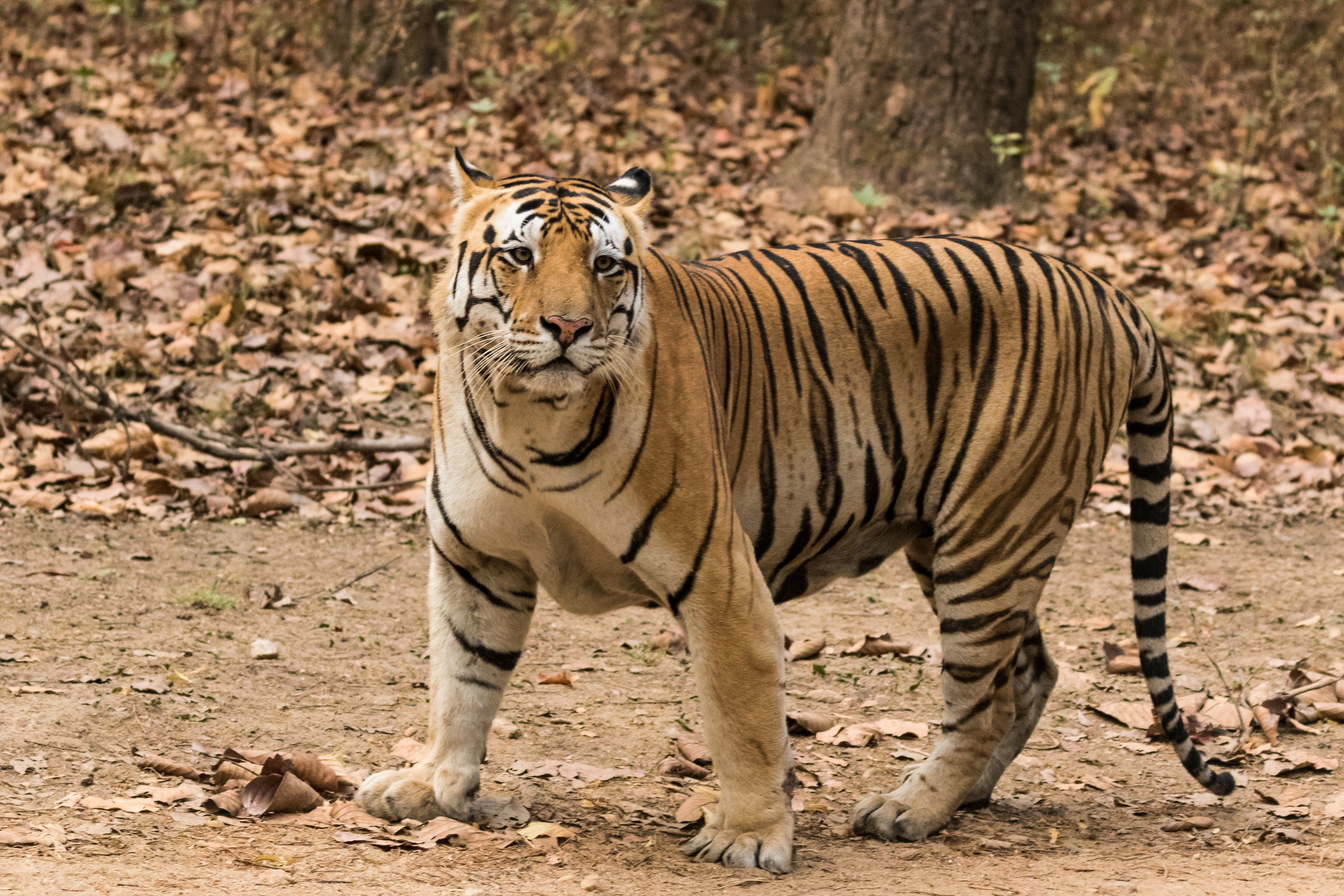
Tigermännchen
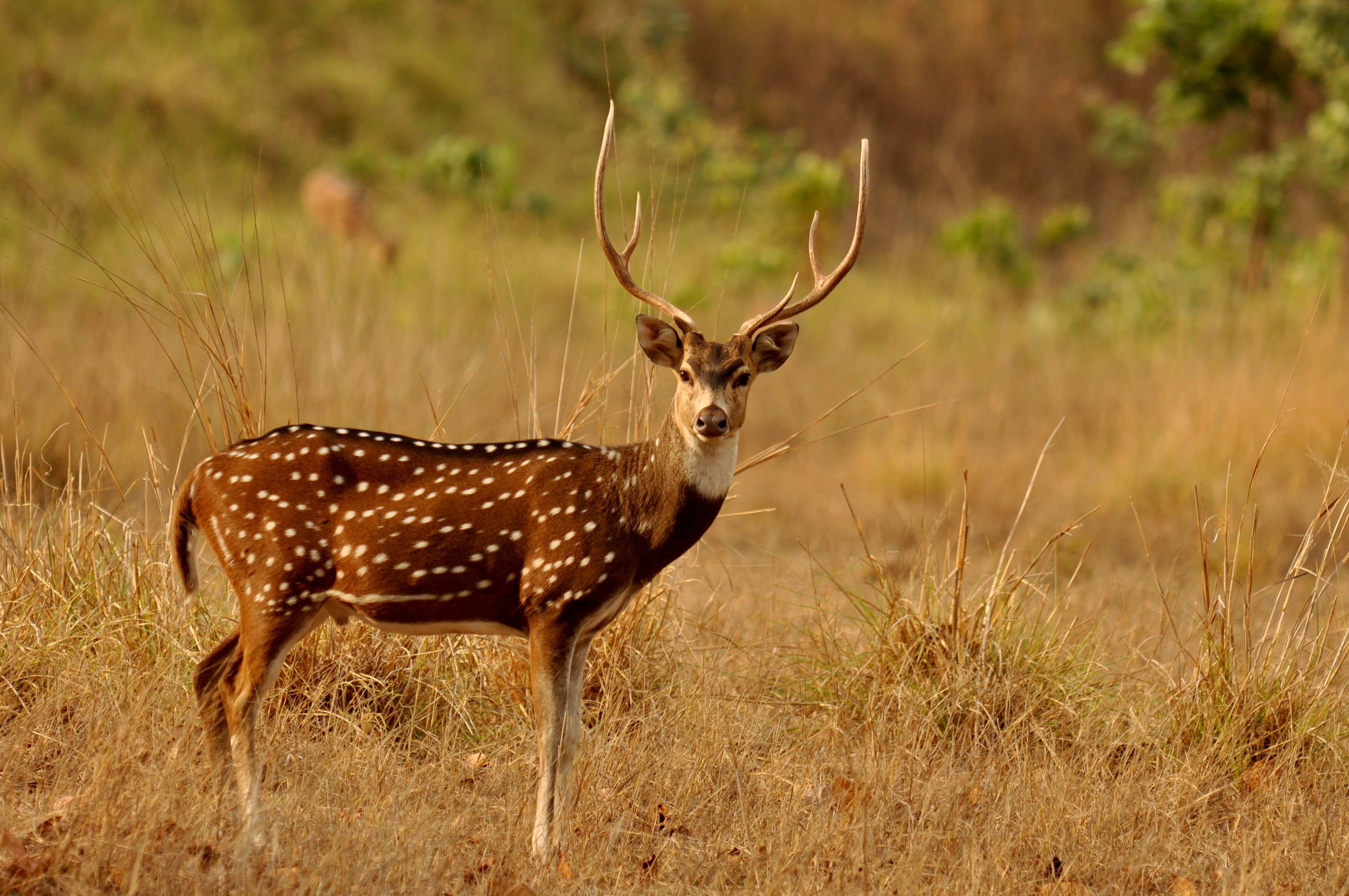
Axishirsch
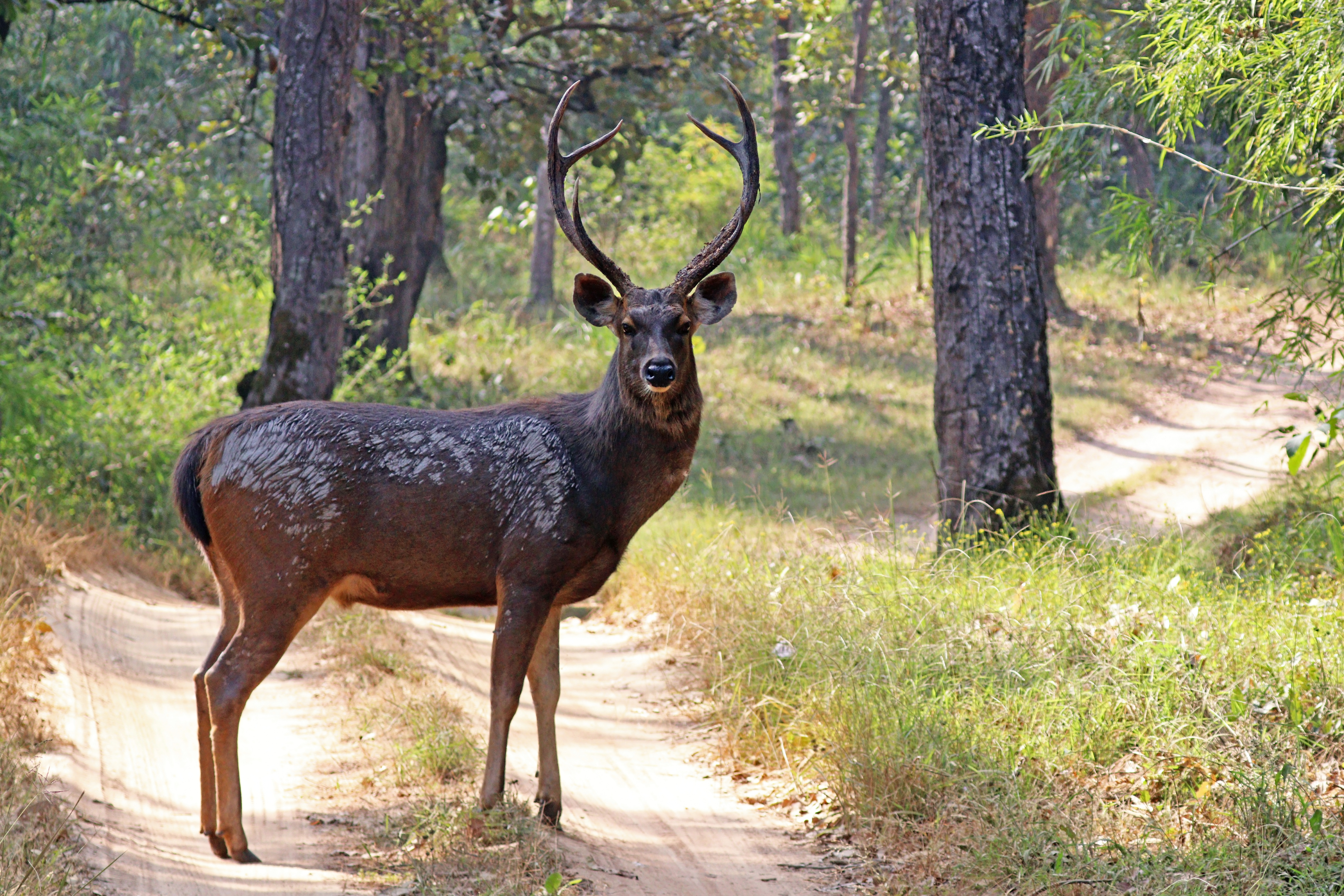
Sambarhirsch
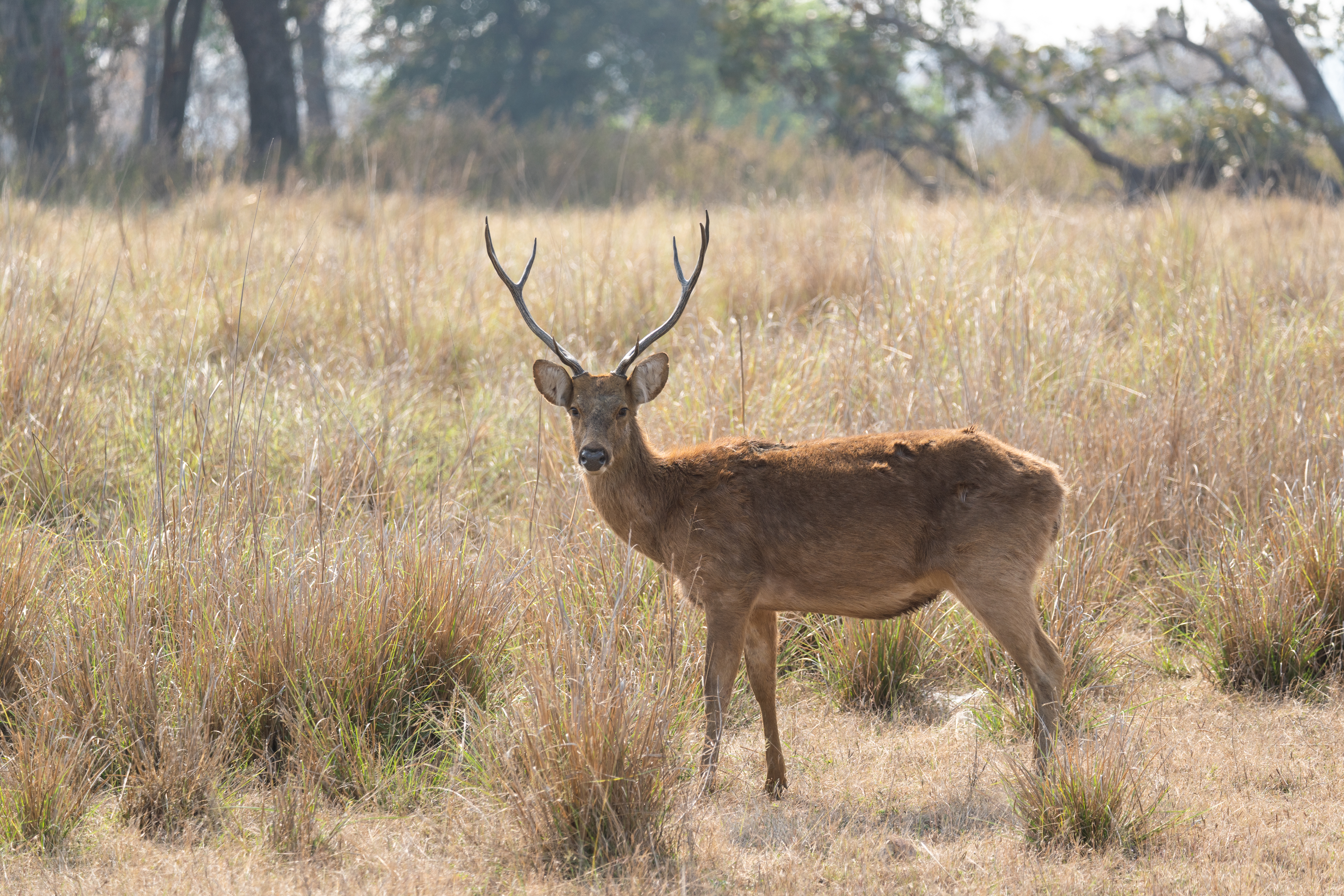
Barasingha
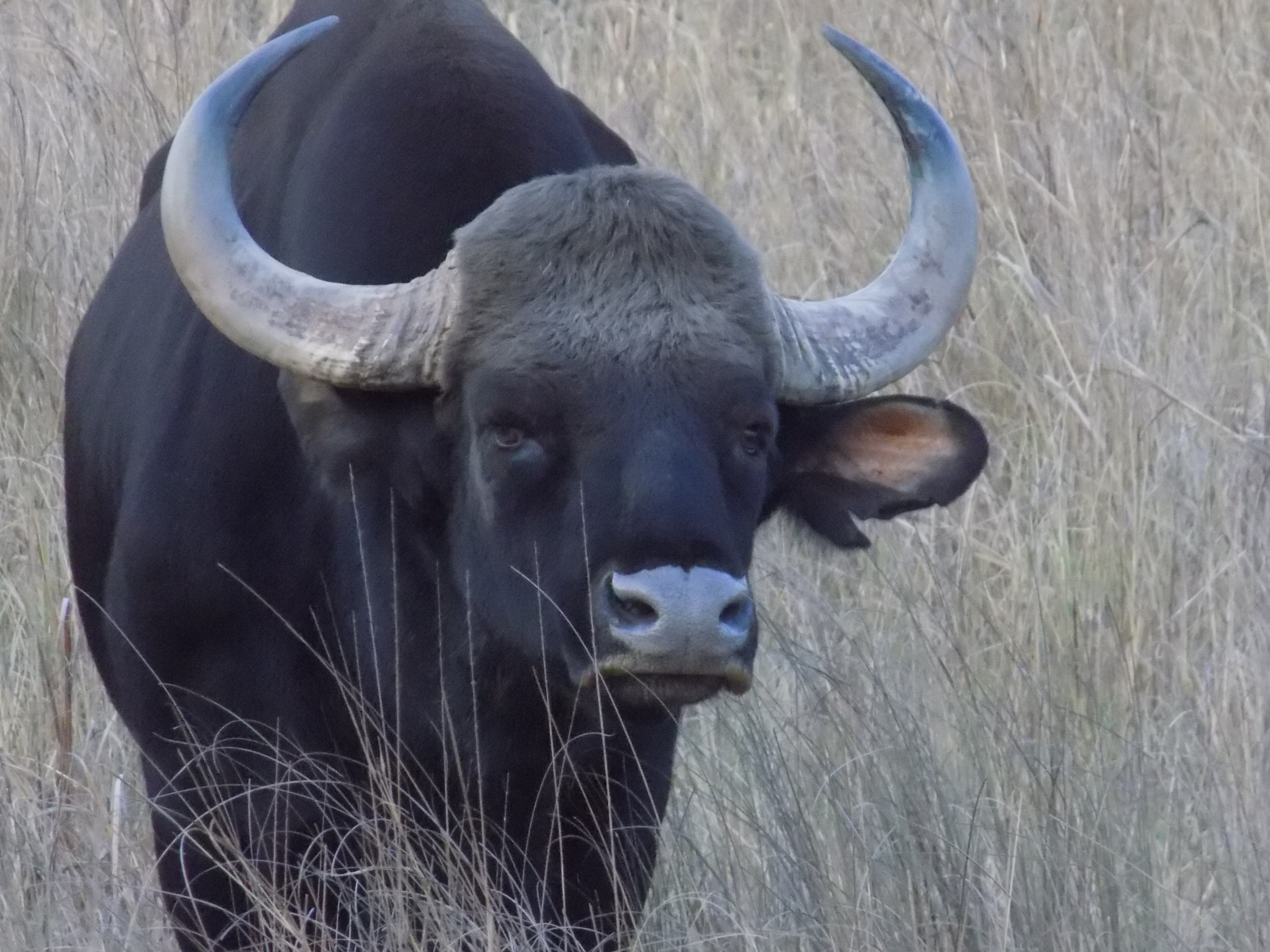
Männlicher Gaur im Park
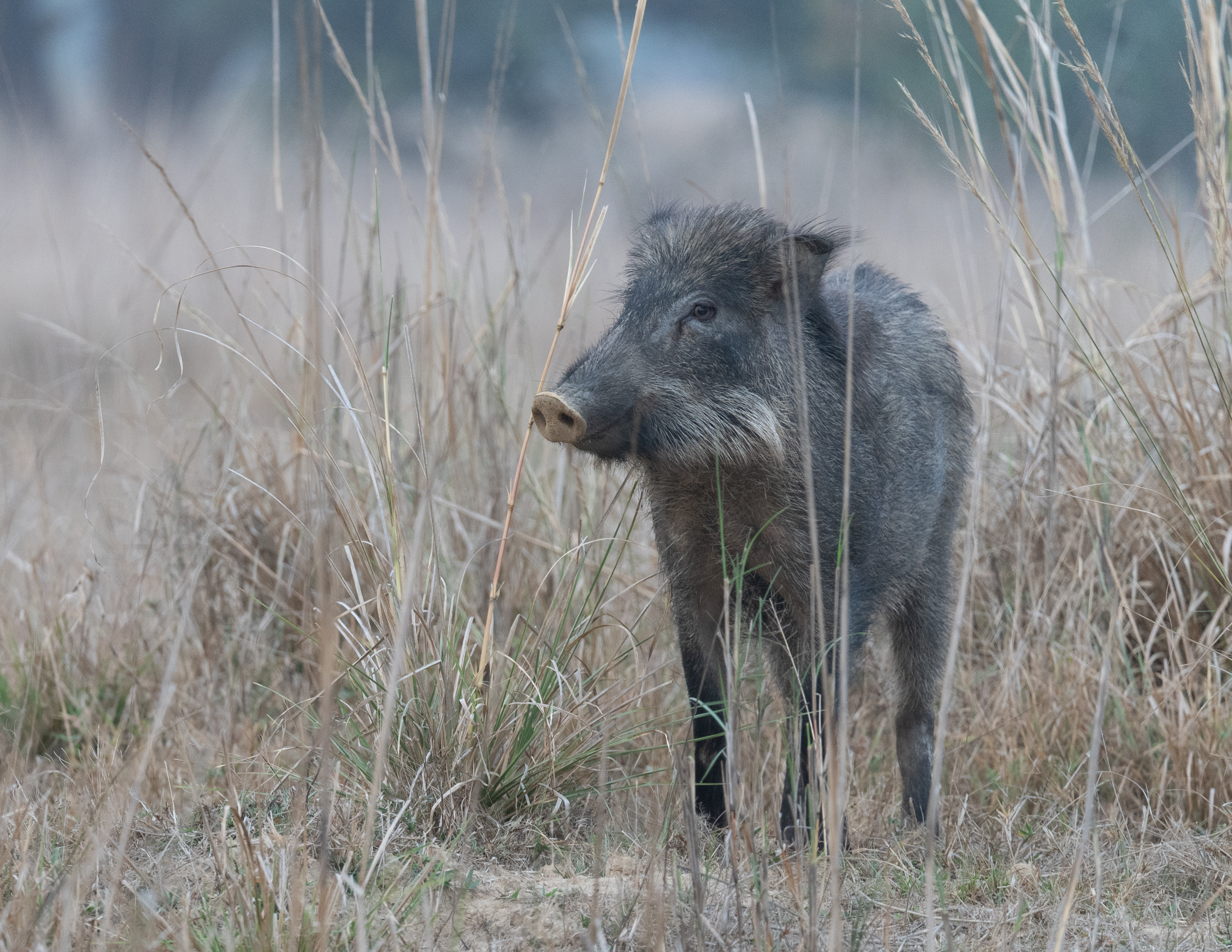
Indisches Kammwildschwein
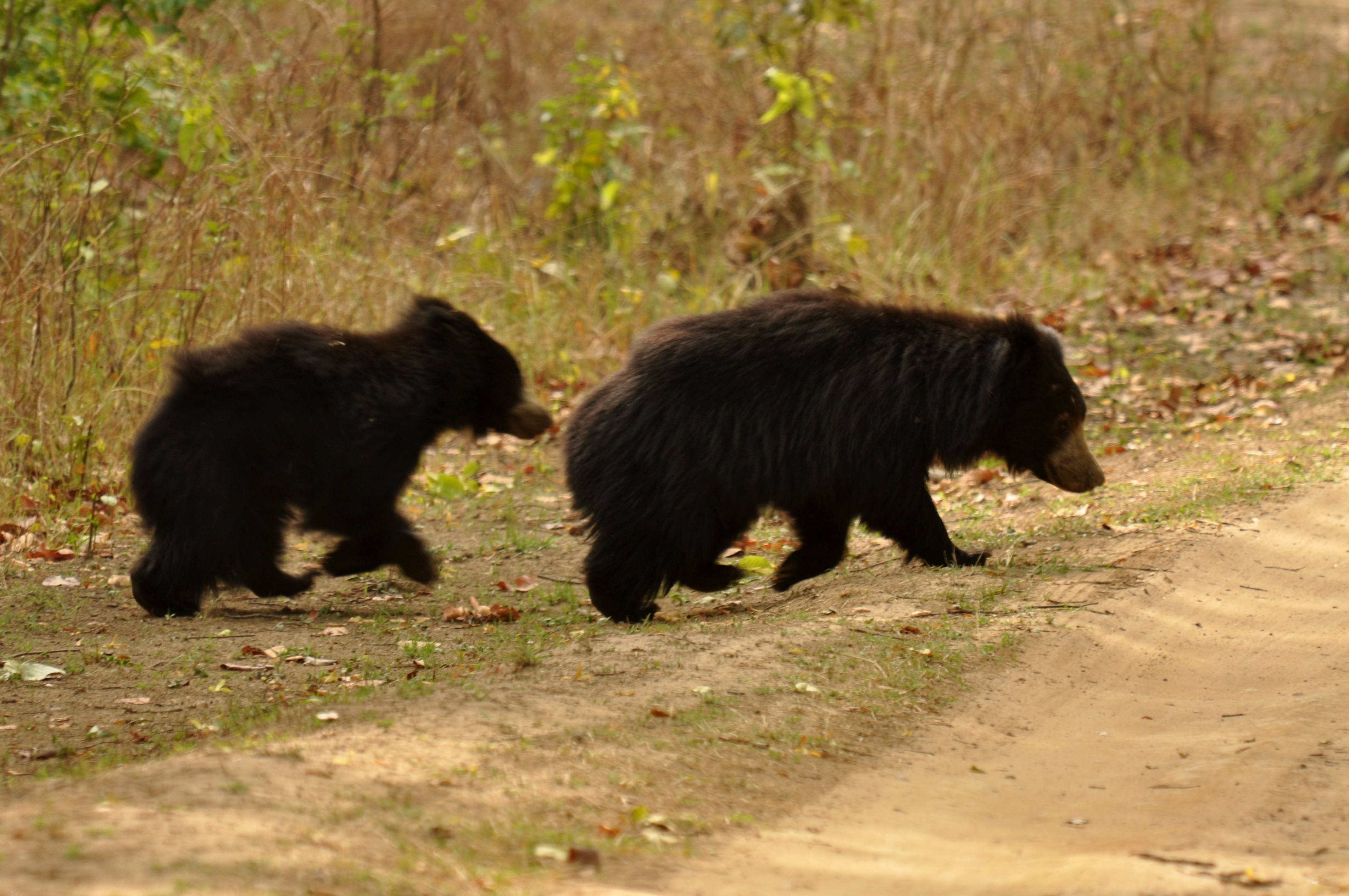
Zwei Lippenbären kreuzen eine Straße im Nationalpark
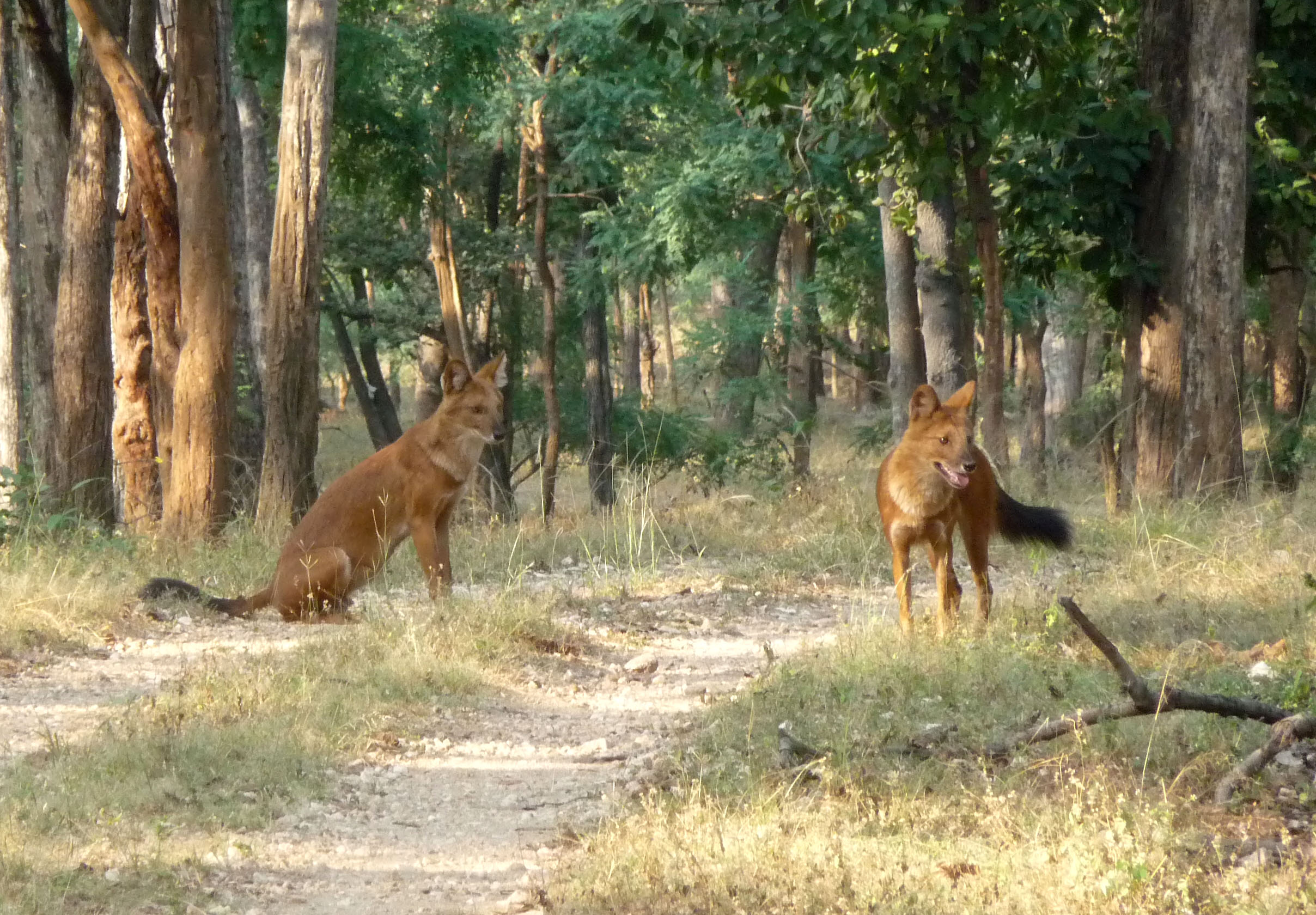
Asiatische Wildhunde in Kanha
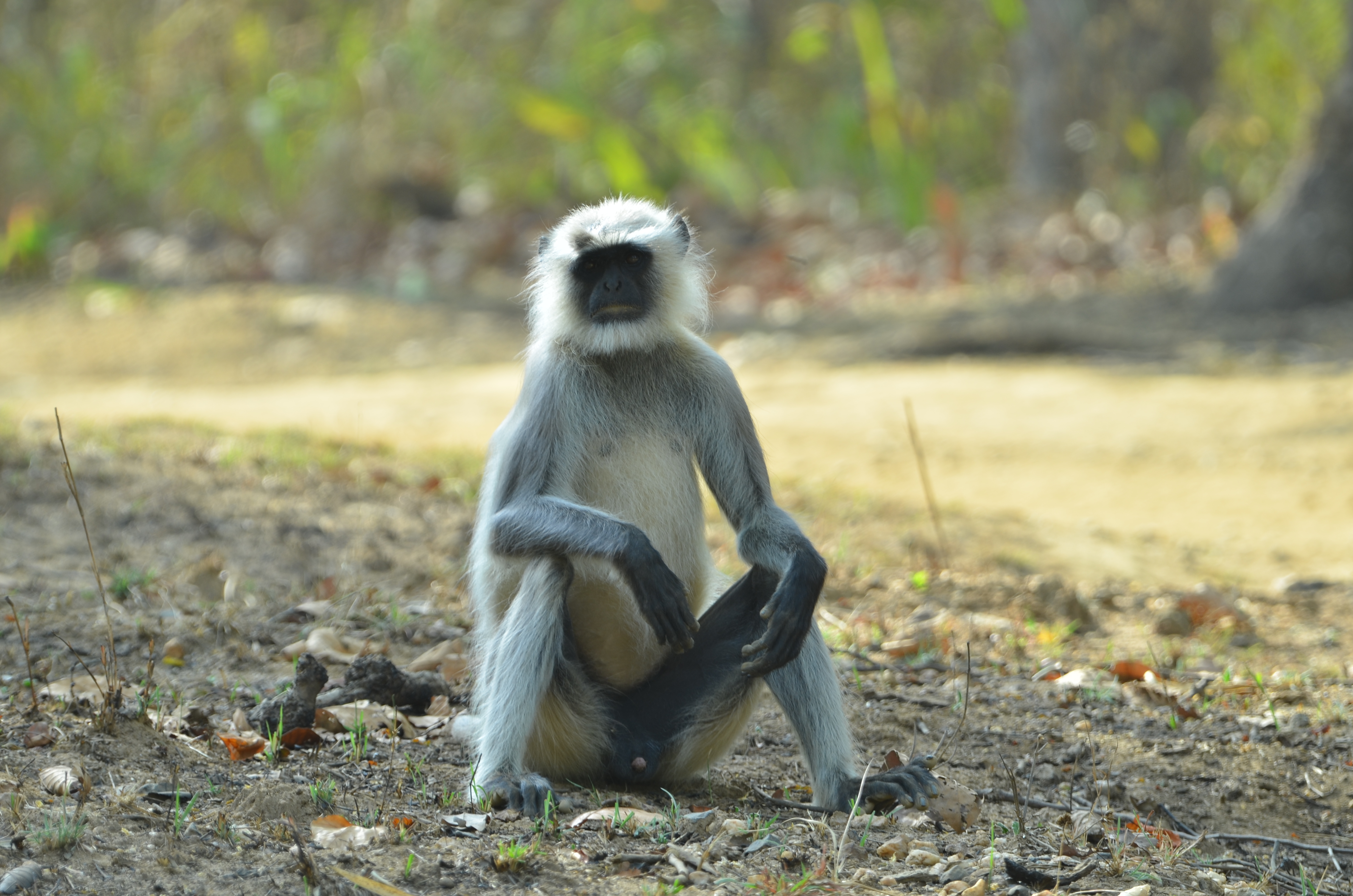
Hanuman-Langur
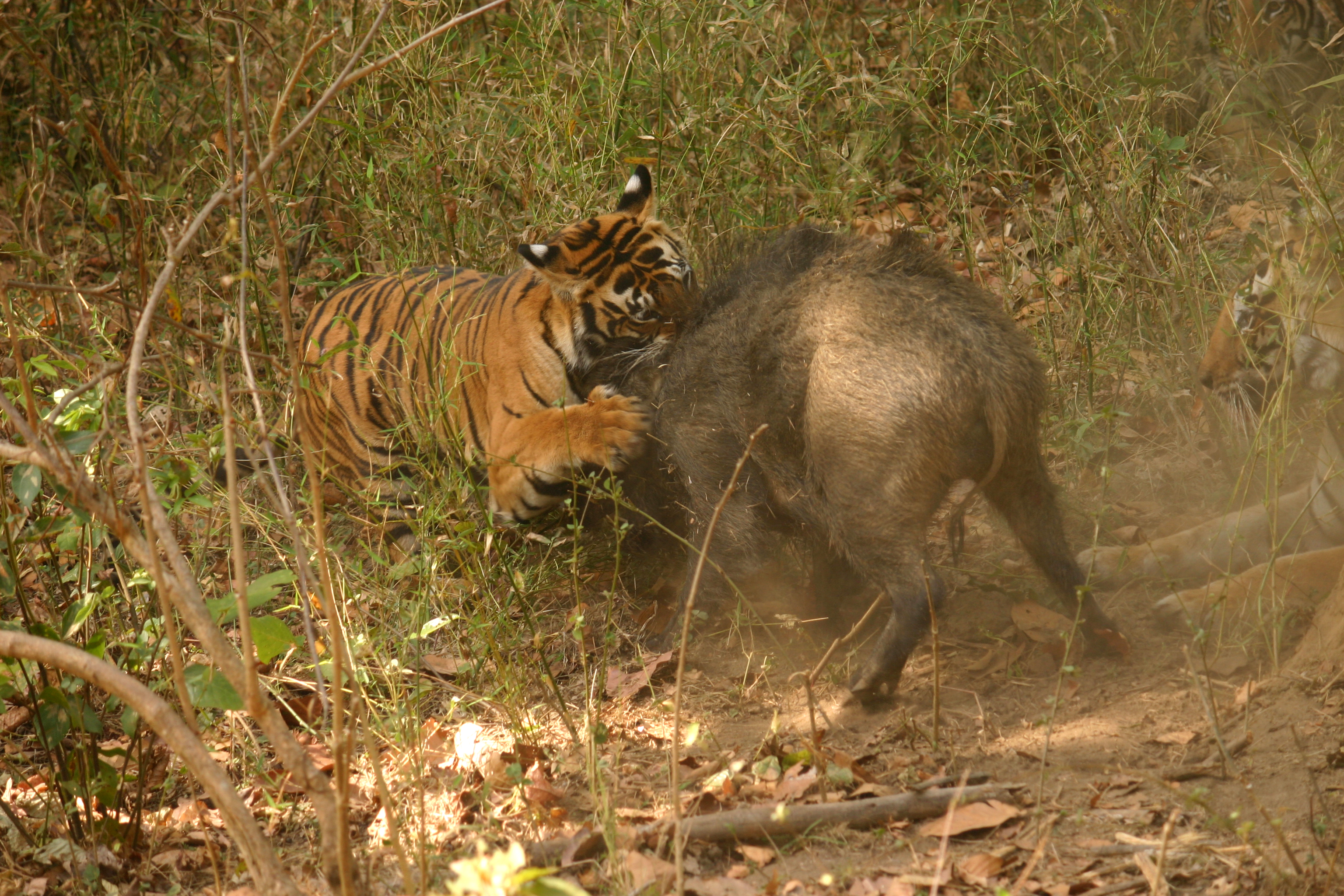
Zwei Tiger beim Kampf mit einem Wildschwein
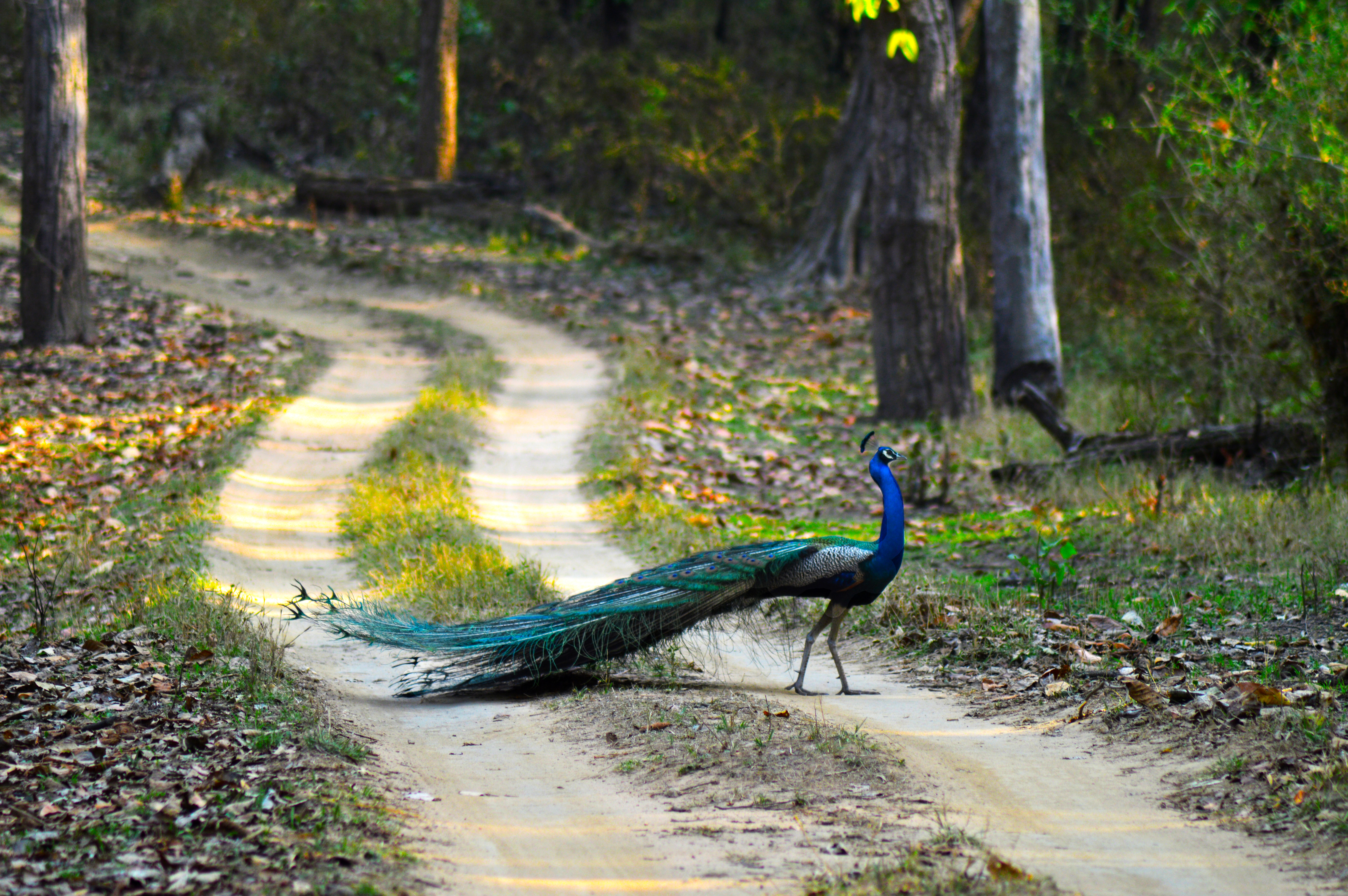
Pfau
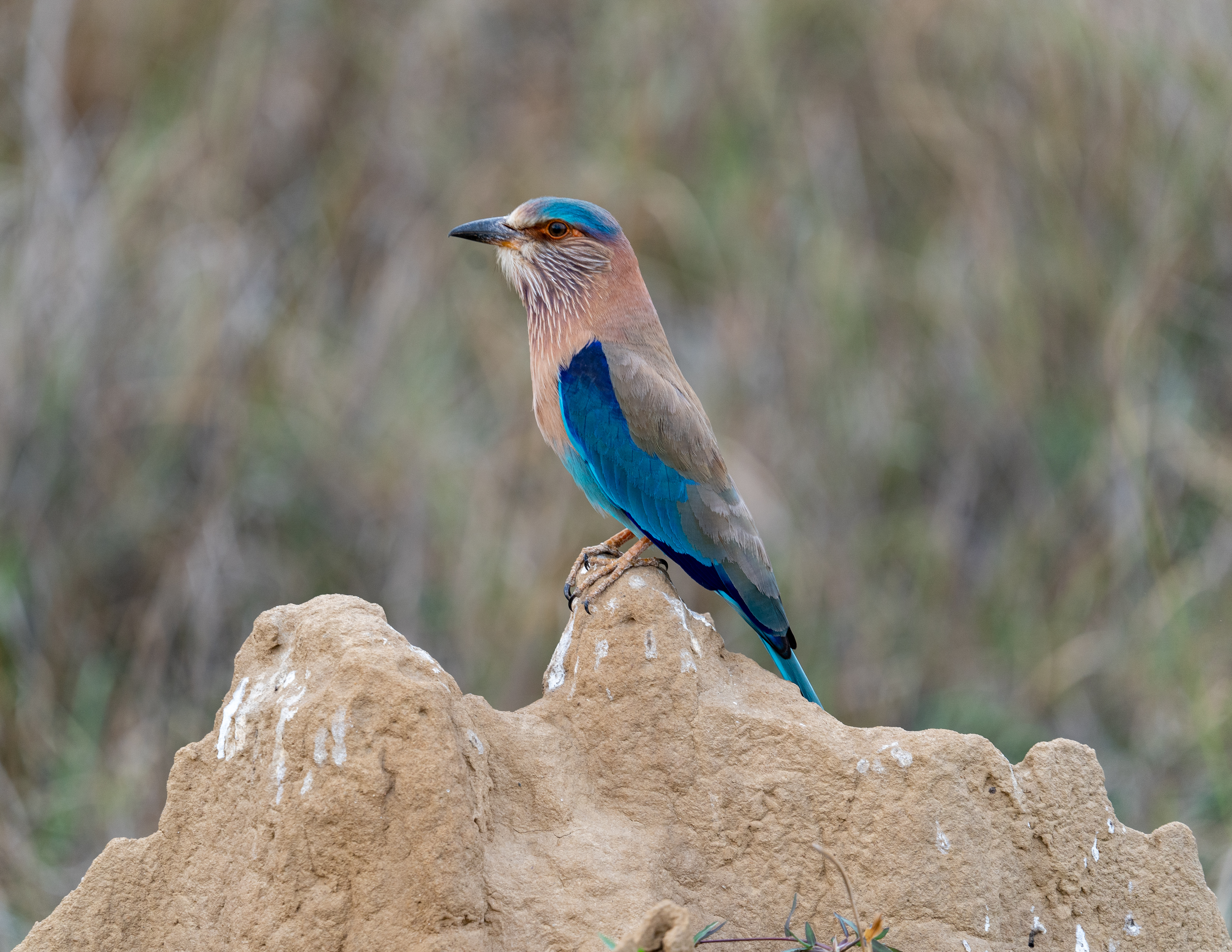
Hinduracke
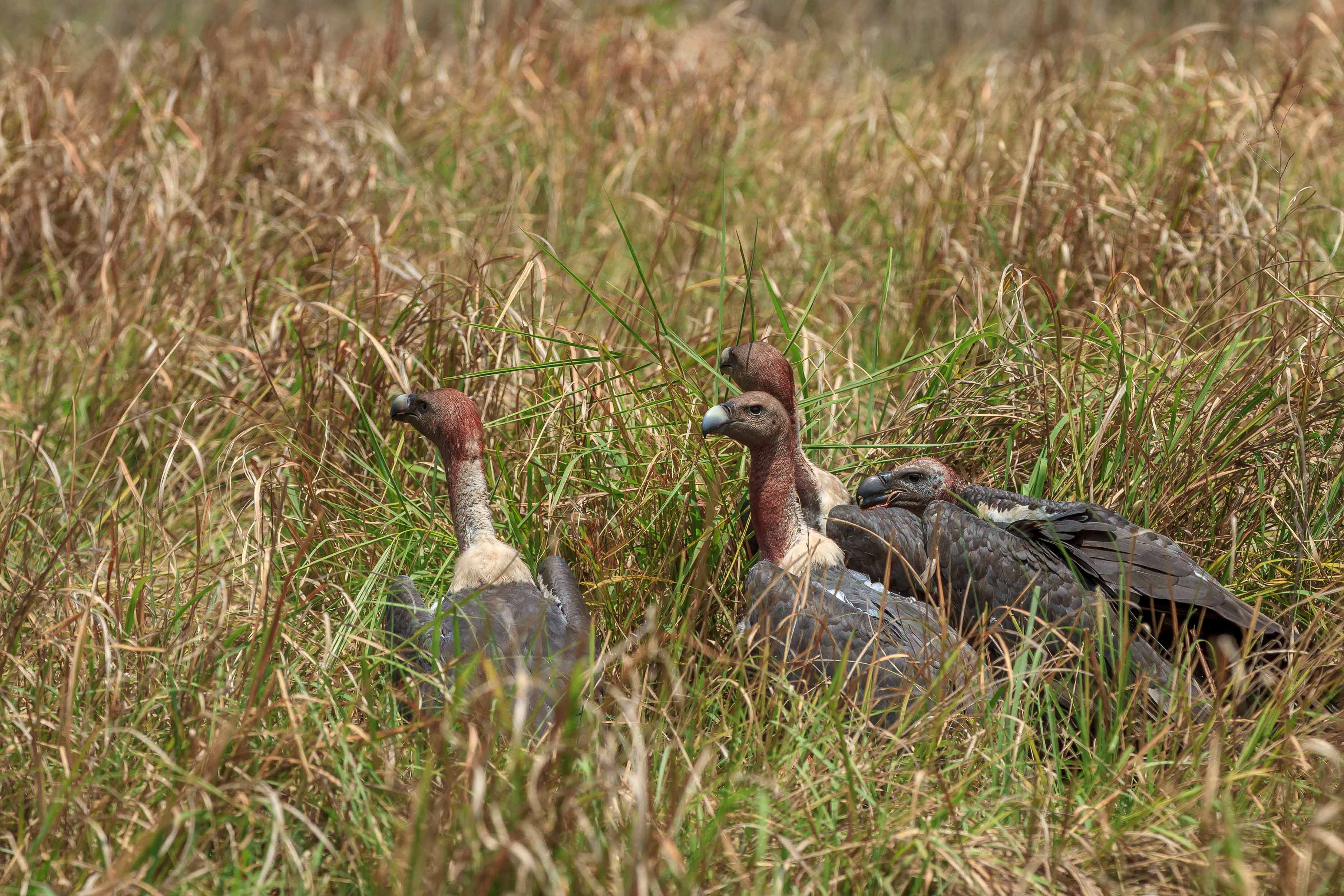
Bengalgeier
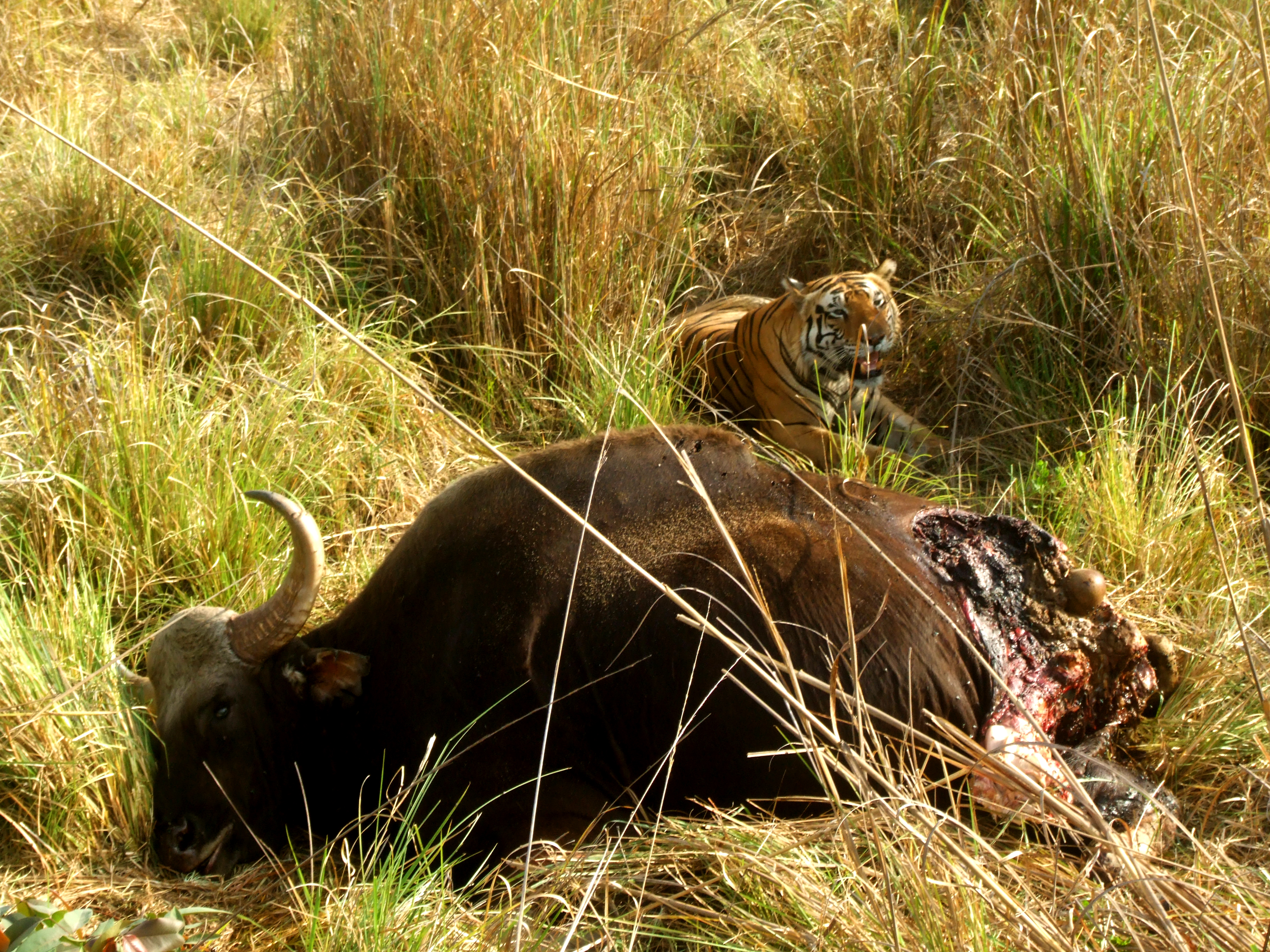
Ein Tiger am Kadaver eines toten Gaur

## Infrastruktur
Die beiden Eingänge liegen in den Dörfern Khatia und Mukki, die über asphaltierte Straßen erreichbar sind. Der Park ist ganzjährig geöffnet.